# Centralort
Centralort är ett begrepp i kommunala sammanhang i Sverige. Eftersom centralortsteorin var vägledande för kommunblocksreformen 1962–1977 domineras de flesta svenska kommuner av en större tätort, dit också kommunens politiska ledning förlagts. Av Sveriges 290 kommuner år 2010 har 124 en tidigare stad som centralort och 72 en tidigare köping. Oftast har centralorten samma namn som hela kommunen, även om det finns gott om undantag. Den minsta tätorten i Sverige som är centralort är Österbymo i Ydre kommun.
Flera avsteg gjordes dock från centralortsprincipen. Några kommuner domineras av två eller flera tätorter av likartad storlek, och ibland delar de också på kommunadministrationen, även om kommunen som juridisk person alltid är officiellt registrerad på en viss adress i en av orterna. Andra kommuner (i storstadsområdena) domineras av delar av större, kommungränsöverskridande tätorter: till exempel har inte mindre än nio kommuner sin politiska ledning inom tätorten Stockholms gränser. Eftersom begreppet centralort inte är definierat i lag är det oklart hur det ska tillämpas på dessa kommuner. Några kommuner fyller det tolkningsutrymmet genom att själva utnämna en eller flera orter till centralort (till exempel räknar Vaggeryds kommun både Skillingaryd och Vaggeryd som centralorter).